# Länsväg N 882.01
Länsväg N 882.01 är en kortare övrig länsväg i Hylte kommun i Hallands län (Småland) som går genom småorten Långaryd i Långaryds distrikt (Långaryds socken). Vägen är 200 meter lång, asfalterad och har bärighetsklass 1. Hastighetsgränsen är 50 km/h.
Vägen ansluter till:
- Länsväg N 882 (vid Långaryd)
- Länsväg N 880 (vid Långaryd)